# 渡邉洋一
渡邉 洋一（わたなべ よういち、1966年〈昭和41年〉3月27日 - ）は、日本の農林水産官僚。

## 来歴
千葉県富津市出身。千葉県立木更津高等学校を経て、1989年（平成元年）3月、東京大学教養学部（国際関係論）を卒業。同年4月、農林水産省へ入省。入省後、生産局畜産部食肉鶏卵課長、同局畜産部畜産企画課長、農林水産省大臣官房国際部国際政策課長、同国際部長などを歴任。途中、経済産業省などに出向し、在アメリカ合衆国日本国大使館参事官、経済産業省大臣官房審議官（貿易経済協力局・農林水産品輸出担当）を務めた。
2021年（令和3年）7月1日、輸出・国際局長に就任。
2022年（令和4年）6月28日、畜産局長に就任。
2024年（令和6年）7月5日、農林水産審議官に就任。

## 年譜
- 1989年（平成元年）
  - 3月 - 東京大学教養学部（国際関係論）卒業[3][1]
  - 4月 - 農林水産省入省[1]
- 1999年（平成11年）5月 - 在アメリカ合衆国日本国大使館一等書記官[3]
- 2002年（平成14年）7月 - 水産庁漁政部漁政課長補佐[3]
- 2004年（平成16年）9月 - 農林水産省生産局総務課調査官[1]
- 2006年（平成18年）1月 - 農林水産省消費・安全局総務課調査官[1]
- 2007年（平成19年）
  - 4月 - 農林水産省大臣官房企画評価課調査官[1]
  - 6月 - 在アメリカ合衆国日本国大使館参事官[1]
- 2010年（平成22年）4月 - 農林水産省生産局畜産部食肉鶏卵課長[1]
- 2012年（平成24年）9月 - 農林水産省生産局畜産部畜産企画課長[1]
- 2014年（平成26年）8月 - 農林水産省大臣官房国際部国際政策課長[1]
- 2017年（平成29年）7月 - 農林水産省大臣官房国際部長[1]
- 2019年（令和元年）7月 - 経済産業省大臣官房審議官（貿易経済協力局・農林水産品輸出担当）[1]
- 2021年（令和3年）7月 - 農林水産省輸出・国際局長[7]
- 2022年（令和4年）6月 - 農林水産省畜産局長[6]
- 2024年（令和6年）7月 - 農林水産審議官[4][5]